# Worth - Il patto
Worth - Il patto (Worth) è un film del 2020 diretto da Sara Colangelo.
La pellicola è l'adattamento cinematografico dell'autobiografia What Is Life Worth? di Kenneth Feinberg.

## Trama
Ken Feinberg è un avvocato che si occupa della difesa dei diritti dei familiari dell'11 settembre. Dovrà cercare di ottenere un adeguato risarcimento per i suoi clienti.
In un incontro introduttivo con le vittime in cui tenta di spiegare le regole che governano il fondo, Feinberg viene percepito come insensibile alle perdite subite dai partecipanti. 
L'associazione delle vittime però si calma quando Charles Wolf, il marito di una donna uccisa negli attacchi, chiede loro di ascoltare ciò che Feinberg ha da dire; dopo l'incontro, Feinberg si confronta con Frank Donato, il fratello di un vigile del fuoco deceduto del New York City Fire Department (FDNY), Nick; suo fratello era rientrato nella torre per trovarlo dopo che una comunicazione aveva avvertito che l'edificio sarebbe crollato.
Frank chiede che Feinberg includa queste informazioni nel rapporto, per tentare di rimediare a questo difetto nel sistema di comunicazione, per quanto riguarda i primi soccorritori.
Feinberg, coadiuvato dalla collega Camille Biros, inizia a usare la discrezionalità per includere il maggior numero possibile di vittime dall'apposito fondo monetario; quando Wolf vede che Feinberg è realmente interessato alle vittime degli attacchi, convince quindi le sue altre vittime a fidarsi dell'avvocato. Entro la scadenza dei termini, la stragrande maggioranza degli aventi diritto al risarcimento firma i moduli, garantendo il successo del progetto, e Feinberg riceve così la visita della vedova di Donato per firmare a nome dei figli del marito.

## Distribuzione
Il film è stato presentato in anteprima mondiale al Sundance Film Festival il 24 gennaio 2020. In Italia è stato distribuito direttamente in televisione, venendo trasmesso per la prima volta da Sky Cinema Due l'11 settembre 2021.